# Adalbert von Tegernsee

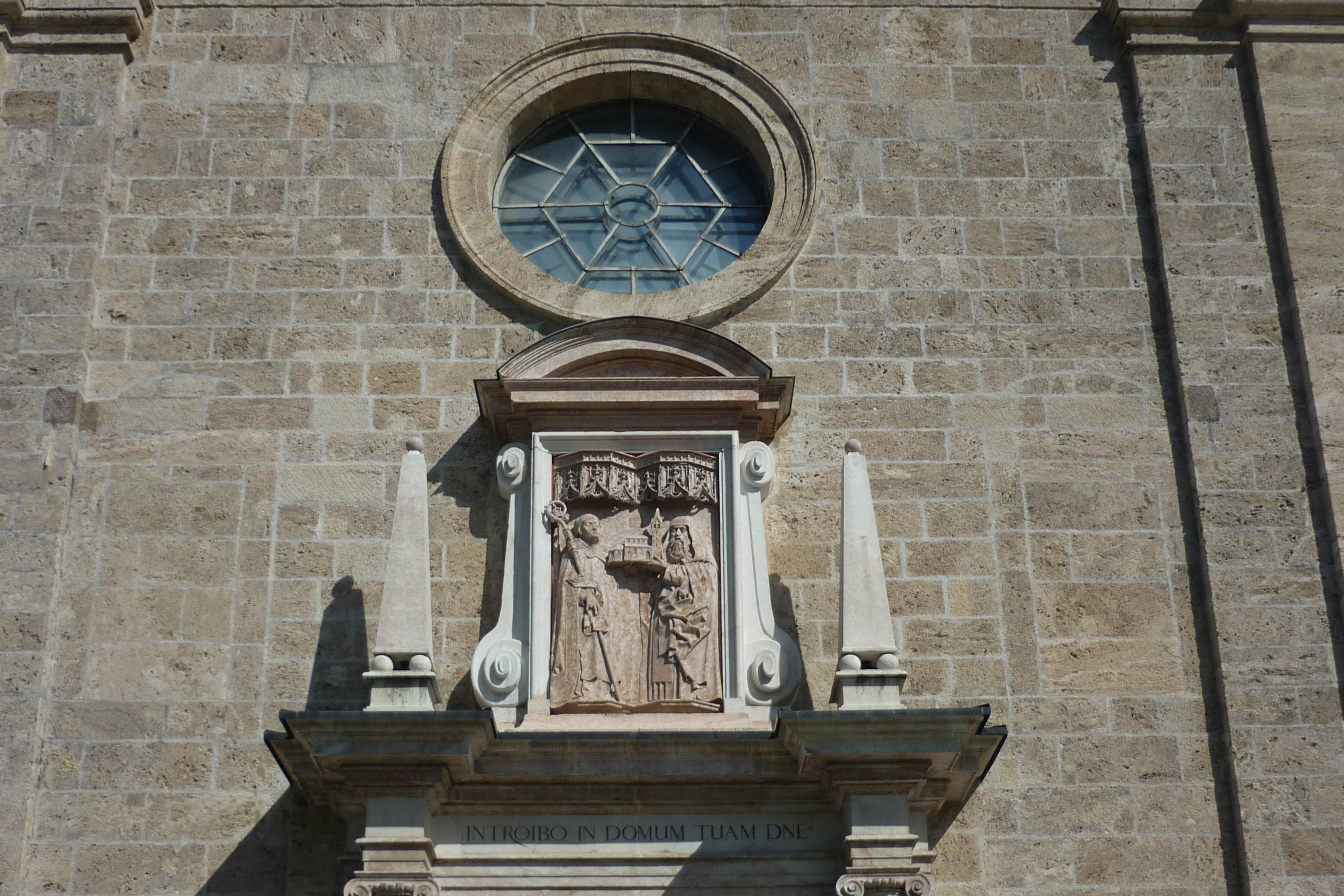
Deckplatte des ehem. Hochgrabs der Tegernseer Klostergründer Adalbert und Oatkar

Adalbert von Tegernsee (* um 740; † um 800 in Tegernsee) gilt als der Gründer und erste Abt des Klosters Tegernsee.

## Leben
Adalbert und sein Bruder Oatkar (Otgar) gehörten der Legende nach der altbayerischen Adelsfamilie der Huosi an. Sie gründeten die Mönchsgemeinschaft am Tegernsee um die Mitte des 8. Jahrhunderts. Dabei sollen die Reliquien des Hl. Quirinus als Geschenk des Papstes Zacharias 746 (oder auch 761) in die von ihnen gestiftete Salvatorkirche in Tegernsee überführt worden sein. Adalbert wurde dort erster Abt des Klosters, während Oatkar Laienbruder blieb. Die genauen Daten seiner Amtszeit als Abt sind nicht bekannt. Häufig wird angenommen, dass er von 762 bis 800 als Abt amtierte. Der Legende nach starb Adalbert an einem 1. November (um das Jahr 800 oder 804), während Oatkar schon vorher gestorben sei. Der Gedenktag von Adalbert in der katholischen Kirche ist der 1. November.
1693 wurden die Reliquien der Stifter unter den Hochaltar der Kirche St. Quirin (Tegernsee) übertragen. Adalbert von Tegernsee wird wie sein Bruder Oatkar als Heiliger verehrt. Sein Gedenktag ist der 26. Februar. Im Jahr 2016 durchgeführte pathologische Untersuchungen an den Skeletten der Gründer von Kloster Tegernsee lassen den Schluss zu, dass Adalbert um das Jahr 740 geboren ist, so dass eine Klostergründung unter Adalbert im Jahr 746 höchst unwahrscheinlich ist.